# Misumena adelae
Misumena adelae là một loài nhện trong họ Thomisidae.
Loài này thuộc chi Misumena. Misumena adelae được Cândido Firmino de Mello-Leitão miêu tả năm 1944.